# Xã Milford, Quận Butler, Ohio
Xã Milford (tiếng Anh: Milford Township) là một xã thuộc quận Butler, tiểu bang Ohio, Hoa Kỳ. Năm 2010, dân số của xã này là 3.550 người.